# Абисар (сын Абисара)
Абиса́р — индийский правитель одноимённого царства Абисары второй половины IV века до н. э., предположительно, на территории современного Кашмира.
Абисар наследовал царство своему отцу после смерти последнего от болезни в 325 году до н. э. Квинт Курций Руф упоминал о письме Пора и Таксила Александру Македонскому, в котором они сообщали о смерти Абисара-отца. Согласно античному историку, Александр согласился с передачей власти в провинции Абисару-сыну.
Согласно современным представлениям, согласие Александра было формальным, так как он не обладал никакими реальными возможностями поставить у абисаров своего ставленника или каким-либо образом помешать воцарению Абисара-сына.
Абисар проводил независимую политику. Предположительно, он практически сразу объявил о своей независимости от македонян. Во всяком случае во время Вавилонского раздела 323 года до н. э. и раздела в Трипарадисе 320 года до н. э. область не рассматривалась македонянами, даже формально, в качестве составной части Македонской империи.
Согласно индийской традиции, возвышение Чандрагупты Маурьи началось с заключения союза с неким «горным царём» (Парватака) или «царём горцев» (Парватешвара). Согласно одной из версий, этим «царём горцем» и был Абисар, так как его влияние в регионе должно было резко возрасти после смерти Пора и ухода греко-македонских войск.